# ISO/IEC 14882
ISO/IEC 14882 (pełna nazwa: International Standard ISO/IEC 14882. Programming Languages – C++) – oficjalny standard definiujący język programowania C++ i określający wymagania dotyczące jego implementacji.
Standard został zdefiniowany przez grupę roboczą JTC1/SC22/WG21, powołaną przez Międzynarodową Organizację Normalizacyjną (ang. ISO – International Organization for Standardization) i Międzynarodową Komisję Elektrotechniczną (ang. IEC – International Electrotechnical Commission). 
Pierwsze wydanie standardu, oznaczone jako ISO/IEC 14882:1998, ukazało się 1 września 1998. 
Obecnie obowiązująca edycja piąta (ISO/IEC 14882:2017) została opublikowana w grudniu 2017 roku.